# 山口晋 (アニメ演出家)
山口 晋（やまぐち すすむ）は、日本のアニメーター、アニメーション演出家、アニメ監督。

## 参加作品

### テレビアニメ
- 戦え!超ロボット生命体 トランスフォーマーV（1989年、原画）
- 機動警察パトレイバー（1989年-1990年、原画）
- もーれつア太郎（1990年、原画）
- 絶対無敵ライジンオー（1991年-1992年、原画）
- きんぎょ注意報！（1991年-1992年、原画）
- ママは小学4年生（1992年、原画）
- 元気爆発ガンバルガー（1992年-1993年、原画）
- ミラクル☆ガールズ（1993年、原画）
- 熱血最強ゴウザウラー（1993年-1994年、OP作画・ED作画・DN作画・原画）
- 覇王大系リューナイト（1994年-1995年、原画）
- ジャングルの王者ターちゃん（1994年、原画）
- 赤ずきんチャチャ（1994年、原画）
- 黄金勇者ゴルドラン（1995年、原画）
- ストリートファイターII V（1995年、原画）
- バーチャファイター（1996年、原画）
- こどものおもちゃ（1996年、原画）
- セイバーマリオネットJ（1996年、作画監督・原画）
- 星方武侠アウトロースター（1998年、作画監督）
- ブレンパワード（1998年、原画）
- タッチ Miss Lonely Yesterday あれから君は…（1998年、OP原画）
- 宇宙海賊ミトの大冒険（1999年、原画）
- 星方天使エンジェルリンクス（1999年、絵コンテ・キーアニメーター・作画監督・原画）
- ∀ガンダム（1999年、原画）
- 地球防衛企業ダイ・ガード（2000年、原画）
- 陽だまりの樹（2000年、原画）
- ヴァンドレッド（2000年、原画）
- GEAR戦士電童（2000年-2001年、絵コンテ・演出・作画監督・原画）
- 地球防衛家族（2001年、OP原画・DN原画）
- Z.O.E Dolores, i（2001年、原画）
- 七人のナナ（2002年、絵コンテ・作画監督・原画）
- OVERMANキングゲイナー（2002年-2003年、OP原画）
- 機動戦士ガンダムSEED（2002年-2003年、絵コンテ・演出・キャラクター作画監督・原画）
- THE ビッグオー（2003年、原画）
- クラッシュギアNitro（2003年、原画）
- ヤミと帽子と本の旅人（2003年、原画）
- AVENGER（2003年、原画）
- 鉄人28号（2004年、OP原画）
- Get Ride! アムドライバー（2004年、絵コンテ・演出・作画監督・原画）
- ケロロ軍曹（2004年-2008年、絵コンテ・演出・作画監督・原画）
- 機動戦士ガンダムSEED DESTINY（2004年-2005年、絵コンテ・演出・キャラクター作画監督・原画）
- ノエイン もうひとりの君へ（2005年、原画）
- ドラゴノーツ -ザ・レゾナンス-（2007年、原画）
- 機動戦士ガンダムAGE（2011年-2012年、監督・絵コンテ・演出）
- ドラえもん（2015年-2019年、絵コンテ・演出・キャラ設定・原画）

### OVA
- 魔動王グランゾート 最後のマジカル大戦（1990年、原画）
- 機動戦士ガンダム0083 STARDUST MEMORY（1991年-1992年、原画）
- ジャイアントロボ THE ANIMATION -地球が静止する日（1994年、原画）
- 魔神英雄伝ワタル_終わりなき時の物語（1994年、原画）
- 誕生 〜Debut〜（1994年、原画）
- ミュータントタートルズ 超人伝説編（1996年、原画）
- ジャングルDEいこう!（1997年、原画）
- ゲーム天国（1997年、原画）
- 新世紀GPXサイバーフォーミュラSAGA（1997年、作画監督協力）
- 魔法少女プリティサミー（1997年、作画監督）
- 機動戦士ガンダム 第08MS小隊（1997年、原画）
- 真ゲッターロボ 世界最後の日（1998年-1999年、原画）
- 一撃殺虫!!ホイホイさん（2004年、原画）
- 機動戦士ガンダムSEED DESTINY（2006年-2007年、作画監督・絵コンテ・演出・新規原画）
- 機動戦士ガンダムAGE MEMORY OF EDEN（2013年、演出協力）
- 機動戦士ガンダム THE ORIGIN 前夜 赤い彗星（2019年、原画）

### 劇場アニメ
- 機動戦士SDガンダムの逆襲（1989年、原画）
- シティーハンター 百万ドルの陰謀（1990年、原画）
- 機動戦士ガンダムF91（1991年、原画）
- 機動戦士ガンダム0083 ジオンの残光（1992年、原画）
- 幽☆遊☆白書 冥界死闘篇 炎の絆（1994年、原画）
- リカちゃんとヤマネコ 星の旅（1994年、原画）
- ルパン三世 DEAD OR ALIVE（1996年、作画監督補佐・原画）
- るろうに剣心 -明治剣客浪漫譚- 維新志士への鎮魂歌（1997年、原画）
- 機動戦士ガンダム 第08MS小隊（1998年、原画）
- 超劇場版ケロロ軍曹2 深海のプリンセスであります!（2007年、監督・絵コンテ・演出）
- 超劇場版ケロロ軍曹3 ケロロ対ケロロ天空大決戦であります!（2008年、監督・絵コンテ・演出）
- 超劇場版ケロロ軍曹 撃侵ドラゴンウォリアーズであります!（2009年、監督・絵コンテ・演出）
- 超劇場版ケロロ軍曹 誕生!究極ケロロ 奇跡の時空島であります!!（2010年、監督・絵コンテ・演出）
- 映画ドラえもん 新・のび太と鉄人兵団 〜はばたけ 天使たち〜（2011年、原画）
- 映画ドラえもん のび太のひみつ道具博物館（2013年、原画）
- ジョバンニの島（2014年、原画）
- 映画ドラえもん 新・のび太の大魔境 〜ペコと5人の探検隊〜（2014年、原画）
- 機動戦士ガンダム THE ORIGIN（2015年、原画）
- 映画ドラえもん 新・のび太の日本誕生（2016年、原画）
- クレヨンしんちゃん 爆睡!ユメミーワールド大突撃（2016年、原画）
- 映画ドラえもん のび太の南極カチコチ大冒険（2017年、原画）
- 映画ドラえもん のび太の月面探査記（2019年、演出・原画）
- 映画ドラえもん のび太の新恐竜（2020年、原画・おまけ映像）
- 映画ドラえもん のび太の宇宙小戦争 2021（2022年、監督・絵コンテ）
- 映画ドラえもん のび太と空の理想郷（2023年、原画・OP原画）
- 映画ドラえもん のび太の地球交響楽（2024年、原画）
- 映画ドラえもん のび太の絵世界物語（2025年、原画）

### webアニメ
- 機動戦士ガンダムSEED C.E.73 STARGAZER（2006年、絵コンテ・原画）
- クレヨンしんちゃん外伝 エイリアン vs. しんのすけ（2016年、演出）
- クレヨンしんちゃん外伝 おもちゃウォーズ（2016年、演出）

### その他
- ストリートファイターII よみがえる藤原京 時を駆けたファイターたち（1995年、原画）
- LUNAR シルバースターストーリー（1996年、原画）